# Rhinolophus denti
Il ferro di cavallo di Dent (Rhinolophus denti Thomas, 1904) è un Pipistrello della famiglia dei Rinolofidi diffuso in Africa occidentale e in Africa meridionale,

## Descrizione

### Dimensioni
Pipistrello di piccole dimensioni, con la lunghezza totale tra 61 e 84 mm, la lunghezza dell'avambraccio tra 37 e 44 mm, la lunghezza della coda tra 17 e 24 mm, la lunghezza del piede tra 9 e 10 mm, la lunghezza delle orecchie tra 14 e 21 mm e un peso fino a 9 g.

### Aspetto
La pelliccia è di media lunghezza e soffice. Le parti dorsali variano dal grigio chiaro al color crema, mentre le parti ventrali sono bianche. Una fase arancione è presente. Le orecchie sono relativamente corte. La foglia nasale presenta una lancetta relativamente corta, ricoperta di peli, triangolare, con i bordi leggermente concavi e con la punta smussata, il processo connettivo è rotondo e della stessa altezza della sella, la quale è priva di peli, con i bordi paralleli e l'estremità larga e arrotondata. La porzione anteriore è stretta, copre quasi completamente il muso e priva di fogliette laterali ma ha un incavo mediano ben sviluppato. Il labbro inferiore ha tre solchi longitudinali. Le membrane alari variano dal nero-grigiastro al marrone, la prima falange del quarto dito è relativamente lunga. La coda è lunga ed inclusa completamente nell'ampio uropatagio. Il primo premolare superiore è piccolo e situato lungo la linea alveolare. La sottospecie R.d.denti è più grande e più chiara. Il cariotipo è 2n=58 FNa=62.

## Biologia

### Comportamento
Si rifugia singolarmente, in coppia o in grandi gruppi all'interno di grotte, sotto i ponti o nelle cavità di alberi come il Kapok.

### Alimentazione
Si nutre di insetti.

## Distribuzione e habitat
Questa specie è diffusa nell'Africa occidentale dal Senegal al Ghana e nell'Africa meridionale dall'Angola meridionale fino al Sudafrica.
Vive in boschi, foreste pluviali, savane e nella parte più meridionale dell'areale in zone semi-aride e desertiche.

## Tassonomia
Sono state riconosciute 2 sottospecie:
- R.d.denti: Angola meridionale, Namibia settentrionale, Botswana nord-occidentale e meridionale, provincia sudafricana del Capo settentrionale;
- R.d.knorri (Eisentraut, 1960): Senegal sud-orientale, Guinea, Guinea-Bissau, Sierra Leone, Costa d'Avorio settentrionale, Burkina Faso, Ghana settentrionale.

## Conservazione
La IUCN Red List, considerato il vasto areale e la popolazione presumibilmente numerosa, classifica R.denti come specie a rischio minimo (Least Concern)).